# Chaos (2005)
Chaos ist ein Action-Thriller von 2005 über einen Banküberfall und die anschließende Jagd nach den Tätern. Regie führte Tony Giglio, von dem auch das Drehbuch stammt. Hauptdarsteller sind Jason Statham, Ryan Phillippe und Wesley Snipes.

## Handlung
In Seattle erschießen Detective Quentin Conners und sein Partner Jason York einen Geiselnehmer sowie dessen weibliche Geisel. Nach der belastenden Aussage ihres Kollegen Callo wird Conners vom Dienst suspendiert und York gefeuert.
Ein halbes Jahr später überfällt eine Gruppe von Gangstern eine Bank und nimmt alle Anwesenden als Geiseln. Als eine der Geiseln den Alarm auslöst, erschießen ihn die Bankräuber. Die Polizei trifft ein und umstellt die Bank. Der Anführer der Bankräuber, der sich Lorenz nennt, verlangt nach Detective Conners als Verhandlungspartner. Captain Jenkins nimmt ihn wieder in den aktiven Dienst und betraut ihn mit der Leitung des Einsatzes. Er stellt ihm den Anfänger Shane Dekker zur Seite – als Partner, aber auch als Aufpasser.
Da die Geiseln in akuter Gefahr sind, lässt Conners die Stromzufuhr trennen, damit das SWAT-Team die Bank stürmen kann. Doch die Bankräuber haben Sprengladungen an allen Zugängen angebracht, die detonieren, als der Zugriff erfolgt. In dem dabei entstehenden Chaos mischen sich die Bankräuber unter die aus dem Gebäude stürmenden Geiseln und entkommen unentdeckt.
Da kein Bargeld fehlt, glaubt das FBI, dass die Täter es auf das Schließfach eines arabischen Scheichs abgesehen hatten. Dekker fällt beim Abhören der Tonbänder auf, dass Lorenz häufig Begriffe aus der Chaostheorie verwendet hat. Bei einem gemeinsamen Essen bezahlt Conners seinen Anteil mit einem 10-Dollarschein, den Dekker gegen eine 20-Dollar-Note austauscht, um seinen Anteil zu begleichen.
Anhand von Aufnahmen der Fernsehkameras identifizieren die Polizisten Damon Richards als einen der Bankräuber. Sie verhaften ihn und finden Geld, das jedoch nicht von dem Banküberfall stammt. Eine besondere Duftmarkierung zeigt, dass die Geldscheine aus der Asservatenkammer der Polizei stammen und vierzehn Tage zuvor von Callo dort abgeholt worden sind. Als das Ermittlerteam Callo in dessen Wohnung aufsucht, finden sie ihn getötet vor sowie Pläne der Bank und Informationen über den Scheich. Sie entdecken, dass einer der Bankräuber sich an einem Computer in der Bank zu schaffen gemacht hat. Seine Fingerabdrücke führen zu einem Hacker, den sie jedoch nicht mehr befragen können, da Lorenz ihn erschießt und nach einem Schusswechsel entkommt.
Dekker verhört Richards und entlockt ihm mit einem Trick, dass die Bande sich am Abend treffen will. Als Conners in das Haus eindringt, kommt es zu einem Schusswechsel und einer verheerenden Explosion, bevor er das Gebäude verlassen kann. Auf sich allein gestellt, setzt Dekker die Ermittlungen fort. Ein Computerspezialist der Polizei entdeckt, dass der Banküberfall lediglich eine Tarnung für einen viel größeren Coup war. Ein Computervirus, den die Gangster in der Bank am Terminal des Filialleiters einspielten, überwies von einer Vielzahl Konten jeweils Kleinstbeträge, die sich auf rund eine Milliarde US-Dollar summieren, auf ausländische Konten.
Dekker stellt fest, dass der Beamte in der Asservatenkammer Callos Unterschrift gefälscht hat. Zur Rede gestellt, gesteht er, dass Lorenz in Wirklichkeit Conners ehemaliger Partner York ist. Über sein Mobiltelefon spürt Dekker ihn in einem Diner am Frachthafen auf. Es kommt zu einer Schießerei, und Dekker erschießt York in einem Gerangel.
Der Fall scheint gelöst, doch dann bemerkt Dekker aufgrund des auffälligen Geruchs, dass der Geldschein, den er zuvor von Conners an sich genommen hat, ebenfalls aus der Asservatenkammer stammen muss. Ihm wird klar, dass Conners der Drahtzieher des Banküberfalls war. Dekker findet ein Buch über die Chaostheorie von James Gleick und sucht, einer Ahnung folgend, nach einer Flugbuchung auf diesen Namen. Während er am Flughafen auf der Suche nach Conners umherläuft, ruft dieser ihn auf seinem Mobiltelefon an. In Rückblenden fügen sich scheinbar zusammenhanglose Ereignisse zu einem Muster zusammen, wie in der Chaostheorie beschrieben, und zeigen, wie Conners und York den Coup mit ehemaligen Sträflingen durchgeführt haben. Callo wurde als Polizeiverräter diffamiert und bestraft. Obwohl Dekker all dies jetzt weiß, kann er nicht verhindern, dass Conners mit einem Privatjet abhebt, inklusive der geraubten Milliarde als Beute.

## Kritiken
Stephan Sigg von Cineman sah in dem Spielfilm „neben einer Menge Ballerei und Explosionen auch etwas zum Knobeln“ und urteilte, er sei „für Fans von Action-Filmen ein unterhaltsamer Spass [schweizerische Quelle] für Zwischendurch“.
Jean Lüdeke von digitalvd.de beschrieb Chaos als einen Film „mit perfider Härte und filigraner Dynamik“. Sein Kollege Matthias Schmieder hingegen bemängelte die Darstellung der Farben. „Von Beginn an fallen die äußerst schlechten, da kaum vorhandenen Farben auf. Gesichter wirken enorm fahl und leblos.“

## Hintergrund
Gedreht wurde ab dem 17. März 2004 in Vancouver und Seattle, wo die meisten Außenaufnahmen entstanden.
Die Filmpremiere war am 15. Dezember 2005 in den Vereinigten Arabischen Emiraten. In Deutschland erschien der Film am 5. September 2006 auf DVD, gefolgt von Griechenland, den USA und Großbritannien. Dort wurde der Film direkt auf DVD veröffentlicht und war zuvor nicht im Kino zu sehen.
Bei einem geschätzten Budget von rund 12 Millionen US-Dollar konnten lediglich in Frankreich Einnahmen von mehr als einer Million US-Dollar verzeichnet werden.